# Амаду Урі Ба
Амаду Урі Ба (фр. Amadou Oury Bah) (березень 1958 , Піта, Маму ) — прем'єр-міністр Гвінеї з 27 лютого 2024 року був призначеним після того, як тимчасовий прем'єр-міністр Бернар Гому став «не дієспроможним за станом здоров'я» 
.
Діяч опозиції президентським режимам, що змінювали один одного з початку 1990-х років, він, зокрема, є засновником союзу демократичних сил Гвінеї.
Чинний президент Союзу демократів за відродження Гвінеї (UDRG) 
.
Він також був міністром, відповідальним за національне примирення під час правління Лансана Конте.

## Біографія
Народився в Піті, Середня Гвінея, в 1958 р. 
. 
Урі мігрував до Сенегалу зі своїм батьком у віці 6 років в 1964 році, рятуючись від диктатури Секу Туре. 
Після смерті останнього в 1984 р. Урі Ба назавжди повернувся до Гвінеї 
.. 
Він створив союз демократичних сил Гвінеї у вересні 1991 р.
і головував на його об'єднанні з UFP, PUR та FODEG в 1992 році. 
З того часу він є генеральним секретарем або віцепрезидентом 
.
Від Forum des forces vives de Guinée Урі є головою організаційного комітету демонстрації на стадіоні 28 вересня під час різанини 28 вересня 2009
. 
У 2010 році Урі дав інтерв'ю після того, як зареєструвався як цивільний позивач з приводу цієї різанини 
.
Перебуваючи у вигнанні у Франції, він був заочно засуджений до довічного ув'язнення за посягання на державну безпеку в 2011 

після спроби державного перевороту проти Альфи Конде
. 
Помилуваний у грудні 2015 року Альфой Конде 
, 
після закінчення свого вигнання він був нагороджений Почесною грамотою Гвінейської організації захисту прав людини і громадянина OGDH.
5 лютого 2016 був остаточно виключений з UFDG за його підтримку влади, а не рішень і виборчої лінії партії 
.

## Прем'єр-міністр Гвінеї (з 2024)
Урі Ба був призначений прем'єр-міністром 27 лютого 2024 року, замінивши Бернара Гому. 
Його призначення спрямоване на розв'язання кризи, яка стрясає країну, оскільки двома днями раніше почався загальний страйк, ініційований профспілками 